# Vlastimil Palička
Vlastimil Palička (* 23. července 1954, Olomouc) je český fotbalový trenér a bývalý fotbalista na pozici záložník nebo obránce.

## Fotbalová kariéra
V československé lize hrál za Škodu Plzeň a Sigmu Olomouc, nastoupil v 90 ligových utkáních a dal 5 gólů. V nižších soutěžích hrál i za Lutín, Duklu Brno, VTJ Hradec Králové, TŽ Třinec, FK Drnovice a SK Spartak Hulín.

## Ligová bilance
| Ročník                                   | Zápasy | Góly | Klub          |
| ---------------------------------------- | ------ | ---- | ------------- |
| 1. československá fotbalová liga 1977/78 | 16     | 2    | Škoda Plzeň   |
| 1. československá fotbalová liga 1978/79 | 26     | 3    | Škoda Plzeň   |
| 1. československá fotbalová liga 1979/80 | 10     | 0    | Škoda Plzeň   |
| 1. československá fotbalová liga 1982/83 | 23     | 0    | Sigma Olomouc |
| 1. československá fotbalová liga 1984/85 | 15     | 0    | Sigma Olomouc |
| CELKEM 1. liga                           | 90     | 5    |               |

## Trenérská kariéra
Trénoval FK Baník Ratíškovice, FK Jablonec, FC Tescoma Zlín, SFC Opava, SK Sigma Olomouc, FK AS Trenčín FC Vítkovice a HFK Olomouc